# اکبر غمخوار
اکبر غمخوار نایب رئیس و عضو هیئت مدیرهٔ مؤسسهٔ اهداف نیکان است. غمخوار از فرماندهان سپاه پاسداران است که مسئول لجستیک سپاه و در دوران جنگ ایران و عراق رئیس قرارگاه نوح بود. اما اکبر غمخوار پس از جنگ به چهره معروف‌تری تبدیل شد. این معروفیت بویژه به دلیل مدیریت باشگاههای فوتبال است.    
اکبر غمخوار در جریان انتخابات ریاست‌جمهوری ۱۳۸۴، رئیس ستاد انتخاباتی محمدباقر قالیباف در استان تهران بود.

## ورود به عرصه ورزشی
به گفتهٔ خبرگزاری تسنیم، پس از جنگ عراق و ایران، غمخوار متصدی معاونت هتلداری و گردشگری بنیاد مستضعفان شد و مدت‌ها مدیرعامل بنیاد تعاون سپاه بود. او سپس رئیس کانون‌های مسافرتی و جهانگردی ایران شد. پس از آنکه سپاه تصمیم گرفت تا به عرصه اداره  ورزش کشور وارد شود، غمخوار یکی از سرداران سپاه بود که وارد این حوزه شد. در همین ایام دولت خاتمی باشگاه پرسپولیس را که زیر نظر یا زیر مجموعه حوزه هنری به حساب می آمد خارج ساخت و زمینه برای ورود سپاه به مدیریت باشگاه پرسپولیس فراهم شد. اکبر غمخوار در خرداد ۱۳۸۱ به مقام مدیرعاملی باشگاه پرسپولیس رسید و تا سال ۱۳۸۳ مدیرعامل باشگاه پرسپولیس باقی ماند.  غمخوار پیش از مدیریت پرسپولیس مدیر مجموعهٔ باشگاه فوتبال فتح تهران بود که در دهه ۶۰ توسط بسیج راه اندازی شده بود.  غمخوار پس از آنکه از پرسپولیس رفت، تا مدتها در حوزه ورزش فعالیتی نداشت تا اینکه در سال ۱۳۹۳ ریاست هیئت مدیرهٔ باشگاه صبای قم را نیز بر عهده گرفت.
او در هیئت مدیرهٔ چندین آژانس مسافرتی و همچنین شرکت‌های مرتبط با بنیاد تعاون زندانیان حضور دارد. برادر او علی غمخوار نیز در صنعت گردشگری بسیار فعال است و در شرکت‌های مختلف مسافرتی و گردشگری سمت‌های اجرایی دارد.